# Pseudogonatodes quihuai
Pseudogonatodes quihuai es una especie de lagarto terrestre de la familia Sphaerodactylidae.

## Características
Pseudogonatodes quihuai se caracteriza por la siguiente combinación de estados de caracteres: (1) longitud hocico-cloaca de 27.5–30.2 mm en machos adultos y 31.3–33.6 mm en hembras adultas; (2) margen posterodorsal de la escama rostral en forma de W, con una hendidura medial; (3) tres escamas postrostrales; (4) escama postrostral media de tamaño similar a las laterales; (5) una sola escama postnasal; (6) cinco a seis escamas loreales; (7) 19–22 escamas en línea recta entre las suturas de la primera y segunda escama supralabial de cada lado; (8) cuatro a seis escamas supralabiales; (9) cuatro a cinco escamas supraciliares, siendo la segunda la de mayor tamaño; (10) cuatro a cinco escamas infralabiales; (11) margen posterior de la escama mental en forma de U, sin hendiduras posteriores; (12) cuatro a seis escamas postmentales; (13) escamas dorsales y laterales del cuerpo granulares y yuxtapuestas; (14) 85–91 escamas alrededor del cuerpo en su porción media; (15) 20–22 escamas ventrales en una fila transversal en la mitad del cuerpo; (16) 7–9 laminillas infradigitales bajo el cuarto dedo de la mano; (17) 8–10 laminillas infradigitales bajo el cuarto dedo del pie; (18) tercera laminilla infradigital  bajo el cuarto dedo del pie no agrandada; (19) patrón de escamas subcaudales 1’1”.

## Etimología
Nombrada en honor a José Daniel Quihua Ramírez, naturalista y fotógrafo de vida silvestre venezolano, colector de los especímenes a partir de los cuales la especie fue descrita.

## Distribución geográfica
Endémico de la vertiente oriental de la Cordillera de Mérida en el noroccidente de Venezuela. Se le conoce sólo de dos localidades de bosque montano semidecíduo en el estado Barinas.

## Estado de conservación
Su estado de conservación no ha sido evaluado. La pérdida del bosque premontano y montano de la vertiente oriental de la Cordillera de Mérida, debida a las actividades agrícolas, representa una amenaza potencial para esta especie. No obstante, es sabido que Pseudogonatodes quihuai prospera en bosques parcialmente intervenidos y en plantaciones de café de sombra. Su distribución geográfica probablemente se extiende hacia dentro del Parque Nacional Ramal de Calderas.